# سرخرگ
سرخرگ یا شریان (به انگلیسی: Artery) رگ‌هایی اند که خون را از قلب به سایر اندام‌ها منتقل می‌کنند. سرخرگ ششی و سرخرگ آئورت دو سرخرگ اصلی متصل به قلب هستند. از سرخرگ‌ها دو عدد سرخرگ کرونری منشعب(که سرخرگ کرونری چپ به سه شاخه و سرخرگ کرونری راست به دو شاخه تقسیم میشود)ُمی‌شوند که ماهیچه قلب را غذا و اکسیژن رسانی می‌کنند.
سرخرگ ششی از سه بخش اینتیما و مدیا و ادوانتیس تشکیل شده‌است. بخش اینتیما درونی‌ترین که از بافت سنگفرشی تک لایه است و زیر آن بافت همبند پشتیبان و تیغهٔ الاستیک آن را از مدیا جدا می‌کند. در مدیا عروق خونی و ماهیچه صاف وجود دارد.
سرخرگ دیواره ضخیم‌تری نسبت به سیاهرگ دارد ولی قطر داخلی آن کمتر از سیاهرگ است. بافت سرخرگ شامل بافت‌های پوششی، ماهیچه‌ای و پیوندی است. عموم سرخرگ‌ها خون روشن حاوی اکسیژن بیشتر را منتقل می‌کنند به جز سرخرگ‌های ششی و سرخرگ‌های نافی که خون تیره و حاوی دی‌اکسید کربن بیشتر را جهت افزایش اکسیژن و کاهش دی‌اکسید کربن، به ریه‌ها و جُفت منتقل می‌کنند.

## شاهرگ

شریان‌های اصلی انسان و بخشی از سیستم گردش خون.

شاهرگ به سرخرگ‌های اصلی بدن می‌گویند که خون حاوی اکسیژن فراوان را به اعضای بدن می‌رساند. مهم‌ترین شاهرگ بدن آئورت است که خون را از بطن چپ قلب دریافت و به اعضای بدن منتقل می‌کند. به صورت عرفی به سرخرگ‌های کاروتید شاهرگ گردن و به سرخرگ رادیال شاهرگ دست می‌گویند. خونریزی از شاهرگ‌ها به دلیل زیاد بودن قطر رگی، بسیار دشوار بند می‌آید و مرگ آورست.

## سرخرگ‌های مهم بدن انسان

### انواع سرخرگ
- سرخرگ کرونری(اکلیلی یا تاجی)
- سرخرگ ششی(خون تیره<استثنا>)
- سرخرگ براکیوسفالیک (بازویی سری)
- سرخرگ کاروتید مشترک، داخلی، خارجی
- سرخرگ مغزی پیشین
- سرخرگ مغزی میانی
- سرخرگ مغزی پسین
- سرخرگ بازیلر (قاعده ای)
- سرخرگ ورتبرال (مهره ای)
- سرخرگ آگزیلاری (زیربغلی)
- سرخرگ براکیال (بازویی)
- سرخرگ رادیال (زند زبرین)
- سرخرگ اولنار (زند زیرین)
- سرخرگ سلیاک
- سرخرگ  مزانتریک فوقانی (روده‌بندی فوقانی)
- سرخرگ رنال (کلیوی)
- سرخرگ مزانتریک تحتانی (روده‌بندی تحتانی)[۴]
- سرخرگ ایلیاک مشترک (تهیگاهی)، داخلی، خارجی
- سرخرگ فمورال (رانی) مشترک، سطحی، عمقی
- سرخرگ پوپلیتئال (پشت زانویی)
- تنه درشت نی-نازک‌نی
- سرخرگ درشت نی قدامی و خلفی
- سرخرگ نازک‌نی